# 영구와 흡혈귀 드라큐라
"영구와 흡혈귀 드라큐라"(Young-Gu And Count Dracula)는 한국에서 제작된 심형래 감독의 1992년 가족, 코미디, 판타지, 공포 영화이다. 심형래 등이 주연으로 출연하였고 김춘범 등이 제작에 참여하였으며 심형래 감독이 해당 영화로 영화감독 데뷔를 했는데 원래 1992년 7월 중순 개봉 예정이었으나 심형래 감독의 개인사정 탓인지 그 해 8월 15일로 개봉일이 변경됐다.

## 출연

### 주연
- 심형래 - 영구 역

### 조연
- 정선경 - 미라 역
- 지영옥 - 영구 어머니 역
- 송영길 - 영구 아버지 역
- 서원섭 - 꼽추 역
- 김태종 - 드라큐라 역
- 양종철 - 두칠 역
- 오재미 - 오서방 역
- 유창국 - 체육선생 역

## 기타
- 조명감독: 김석진
- 조명팀: 박일산
- 조명팀: 김종호
- 조명팀: 조형훈
- 조연출: 이정주
- 조연출: 김경필
- 조연출: 안문수
- 특수효과: 정도안
- 분장: 윤성아
- 의상: 이해윤
- 무술연출: 유창국